# Mia Mottley
Mia Amor Mottley (Barbados, 1º ottobre 1965) è una politica barbadiana, attuale Primo ministro di Barbados da maggio 2018, oltre che leader del Partito laburista. È la prima donna a ricoprire l'incarico di Primo ministro del Paese.

## Biografia
Mia Mottley ha studiato alla Merrivale Preparatory School, quindi alla United Nations International School e al Queen's College delle Barbados. Nel 1986 si è laureata in giurisprudenza alla London School of Economics.
Mottley è stata membro del Parlamento per il collegio di Saint Michael Nord Est dal 1994. Dal 1994 al 2008, ha ricoperto varie posizioni all'interno del Governo di Barbados tra cui quella di attorney general (ministro della giustizia) divenendo la prima donna a ricoprire tale carica.
Mottley è stata per due volte Leader dell'Opposizione nel Parlamento di Barbados dal 2008 al 2010 e dal 2013 al 2018. Nel 2018, il Partito Laburista di Barbados (BLP) da lei guidato ha ottenuto una schiacciante vittoria elettorale alle elezioni generali del 24 maggio, conquistando tutti e 30 i seggi della Camera bassa (House of Assembly), impresa mai riuscita a nessun partito nella storia di Barbados, oltre ad ottenere il 72,8% dei voti, percentuale più alta mai ottenuta da un partito alle elezioni generali.

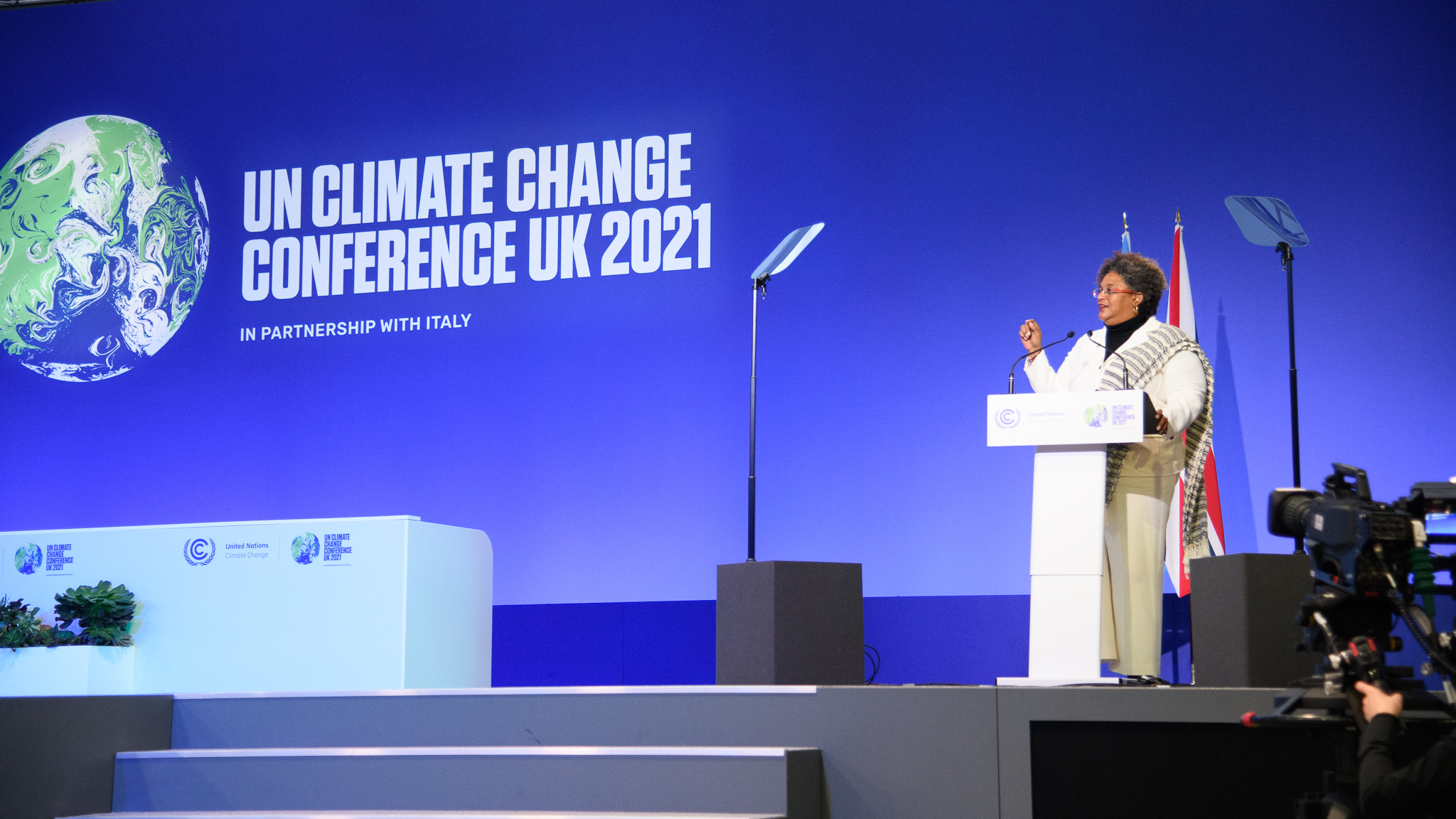
Mottley alla cerimonia d'apertura del vertice sul clima COP26 a Glasgow il 1º novembre 2021

Nel maggio 2018 il Primo Ministro ha rivelato l'esistenza di precedenti obblighi finanziari dello Stato risultati scoperti e che il nuovo governo ha così ereditato un grosso debito.  Questa notizia ha portato ad un aumento del rapporto debito/PIL dal 137% al 175%. Si tratta del quarto valore più alto nel mondo dopo Giappone, Grecia e Sudan. Mottley ha annunciato che il nuovo governo non aveva altra scelta che chiedere al FMI di facilitare la ristrutturazione del debito.
Il 5 giugno 2018 Barbados non ha adempiuto al proprio obbligo di pagare il 26° coupon su Eurobond che scadeva nel 2035. Questa è stata la prima volta nella storia che un governo in carica non ha adempiuto al proprio obbligo.
Nel 2021 ha partecipato al vertice dei leader della COP26, in rappresentanza dei paesi che rischiano di rimanere sommersi dall'innalzamento dei mari, dichiarando che un innalzamento delle temperature di 2 gradi sarebbe una «condanna a morte» e che servono 500 miliardi di dollari di diritti speciali di prelievo all'anno per 20 anni, «se 500 miliardi vi sembrano tanti è solo il 2% di quanto speso per il quantitative easing».
Dopo la schiacciante vittoria del suo partito alle elezioni del 2022, Mottley ha prestato giuramento come primo ministro per un secondo mandato il 20 gennaio.
Mottley è stata descritta sulla copertina della rivista Time, la prima barbadiana ad esserlo, tra le 100 persone più influenti del 2022 per la sua esplicita difesa dell'affrontare il cambiamento climatico.
Nel luglio 2022 un gruppo di esperti guidato dalla presidente Mottley e da Avinash Persaud, inviato speciale del primo ministro di Barbados per gli investimenti e i servizi finanziari, ha elaborato l'Iniziativa di Bridgetown (dal nome della capitale di Barbados) per la riforma dell'architettura finanziaria globale.
La Mottley stessa ha presentato l'Agenda di Bridgetown il 22 settembre 2022, nel corso della 77ª sessione dell'Assemblea generale delle Nazioni Unite, e il 7 novembre 2022 al vertice dei leader della COP27, con l'appoggio del presidente francese Emmanuel Macron.

## Posizioni politiche
Nel 2020, Mia Mottley ha manifestato l'intenzione di portare il Paese alla piena sovranità, distaccandosi da ogni legame con il Regno Unito e divenendo una repubblica, con un capo di Stato eletto tra i propri cittadini. La riforma costituzionale è entrata in vigore il 30 novembre del 2021. È ora il primo ministro della repubblica barbadiana.

## Riconoscimenti
- 2021 – Campione della Terra per la leadership politica, del Programma delle Nazioni Unite per l'ambiente[16]